# Agryz
Agryz (Russisch: Агрыз; Tataars: Әгерҗе of Ägerce) is een stad in de Russische autonome republiek Tatarije. De stad ligt aan de oevers van de rivier de Izj (Иж) in het stroomgebied van de Wolga, 304 km ten oosten van Kazan.
Agryz werd gesticht in 1646. Na de opening van de spoorlijn tussen Kazan en Jekaterinenburg in 1915, met station in Agryz, kende de stad een gestage groei. In 1938 verkreeg Agryz de stadsstatus.
| 1859  | 1890  | 1920  | 1926  | 1938   | 1959   | 1970   | 1979   | 1989   | 2002   |
| ----- | ----- | ----- | ----- | ------ | ------ | ------ | ------ | ------ | ------ |
| 2.340 | 2.758 | 4.543 | 7.339 | 12.376 | 20.300 | 19.300 | 18.900 | 19.732 | 18.620 |

Volgens de volkstelling van 1989 bestond de bevolking uit 50,1% Wolga-Tataren, 38,6% Russen en 7,2% Oedmoerten.
Bestuurlijk centrum: Kazan

Agryz · Almetjevsk · Aznakajevo · Bavly · Boegoelma · Boeinsk · Bolgar · Jelaboega · Laisjevo · Leninogorsk · Mamadysj · Mendelejevsk · Menzelinsk · Naberezjnye Tsjelny · Nizjnekamsk · Noerlat · Tetjoesji · Tsjistopol · Zainsk · Zelenodolsk